# Ente ospedaliero Ospedali Galliera
L'Ente ospedaliero Ospedali Galliera – noto come ospedale Galliera – è una struttura sanitaria storica tuttora attiva. Edificato nel 1877 dalla duchessa di Galliera, è attualmente uno dei grandi complessi ospedalieri di Genova.
È situato nel quartiere di Carignano, in posizione sopraelevata, ma in prossimità della Fiera del mare di Genova. Ne è presidente del consiglio di amministrazione l'arcivescovo pro tempore di Genova, sebbene la gestione vera e propria dell'ospedale sia affidata al direttore generale, al direttore amministrativo e al direttore sanitario.

## Storia

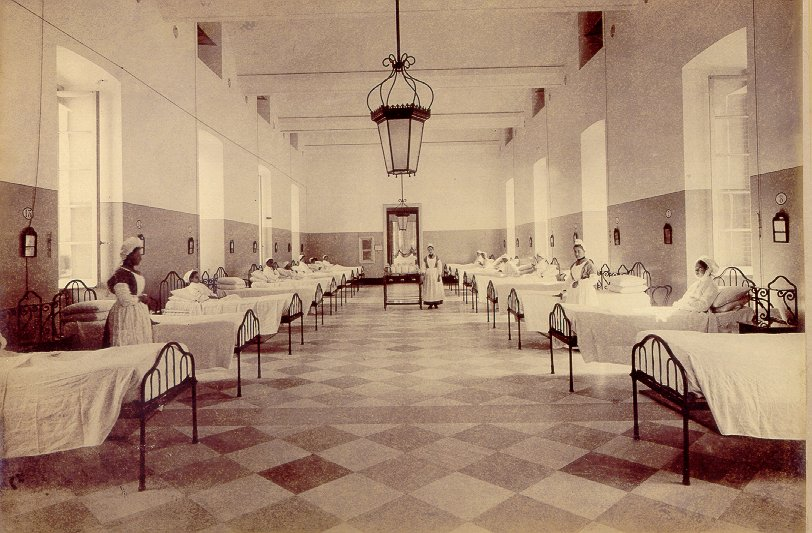
Un reparto nel 1888

L'ospedale nacque come opera pia De Ferrari Brignole Sale, e deve le sue origini alla munificenza della marchesa Maria Brignole Sale De Ferrari, duchessa di Galliera, moglie del benefattore Raffaele De Ferrari, a cui è titolata la principale piazza della città. La duchessa lo fece edificare tra il 1877 ed il 1888 in perpetua memoria del secondo figlio Andrea, morto all'età di sedici anni. Il 4 marzo 1888 venne inaugurato.
L'ospedale venne edificato dove per due secoli vi era stato un monastero di monache clarisse cappuccine, come testimonia la toponomastica: via delle Cappuccine, mura delle Cappuccine.

## L'Associazione donatori midollo osseo
L'Associazione donatori midollo osseo ha istituito il Registro italiano donatori midollo osseo presso l'ospedale Galliera di Genova che, collegato ad analoghi registri di altri 39 Paesi, permette la ricerca di potenziali donatori al di fuori del territorio nazionale.

## Prestazioni

Il cardinale arcivescovo di Genova Giuseppe Siri in visita all'ospedale Galiera (di cui era presidente)

L'ospedale Galliera eroga le seguenti prestazioni:
- interventi di soccorso nei confronti di malati o infortunati in situazioni di urgenza o emergenza medica e/o chirurgica;
- visite mediche, assistenza infermieristica ed ogni atto e procedura diagnostica, terapeutica e riabilitativa necessari per risolvere i problemi di salute del paziente o degente, nella misura in cui siano compatibili con il livello di dotazione tecnologica delle singole strutture.

Le modalità di accesso possibili sono le seguenti:
- ricovero di urgenza ed emergenza
- ricovero ordinario programmato anche a ciclo diurno (day hospital)
- spedalizzazione domiciliare, per i pazienti geriatrici
- trattamento sanitario obbligatorio, attuato nei casi e con le modalità espressamente previste dalla legge.

Dal 1989 ospita l'archivio dei donatori di midollo osseo.

## Ampliamenti
Negli anni novanta del XX secolo è stato avviato il progetto "Galliera 2000" che prevedeva l'aggiunta di nuove sale operatorie, un ammodernamento generale, l'acquisizione di macchinari sofisticati (TAC), la ristrutturazione dei vecchi padiglioni ancora ottocenteschi; tale progetto ha condotto alla struttura attuale.
Al settembre 2019, il Pronto Soccorso era interessata da una grave carenza di posti letto disponibili per gestire le urgenze, di regola trasferite al San Martino e al Villa Scassi.

## Legislazione e detrazioni fiscali
Dal 2001 l'ente figura come caso particolare nell'elenco delle detrazioni di spesa ammesse nella dichiarazione dei redditi (Modello Unico). La giustificazione sta nel riconoscimento dell'I.B.M.D.R. - Italian Bone Marrow Donor Registry (istituito e gestito dall'E.O. Ospedali Galliera di Genova) come "unica struttura di interesse nazionale" secondo la Legge 6.3.2001, n. 52 avente ad oggetto "Riconoscimento del Registro nazionale italiano dei donatori di midollo osseo" che ha regolamentato la ricerca e la donazione di midollo osseo.
L'art. 8, 3° comma della stessa legge, ha espressamente previsto che:
"Le donazioni effettuate da enti o privati all'ente ospedaliero Ospedali Galliera di Genova, finalizzate all'attività del Registro nazionale, sono detraibili dall'imposta sul reddito per un importo non superiore al 30 per cento dell'imposta lorda dovuta, purché risultino da idonea documentazione allegata alla dichiarazione."